# أندريه أي. ميشو
أندريه أي. ميشو (بالإنجليزية: Andrée A. Michaud)‏ (12 نوفمبر 1957 في كندا)؛ كاتِبة وروائية كندية.

## روابط خارجية
- أندريه أي. ميشو على موقع IMDb (الإنجليزية)
- أندريه أي. ميشو على موقع كينوبويسك (الروسية)